# گرزی (سرده)
گل گرزی، سوسن مشعلی یا گرز قرمز آتشین (نام علمی: Kniphofia) نام یک سرده از زیرخانواده علف‌درختان آسفودلویدآ است.

## نگارخانه

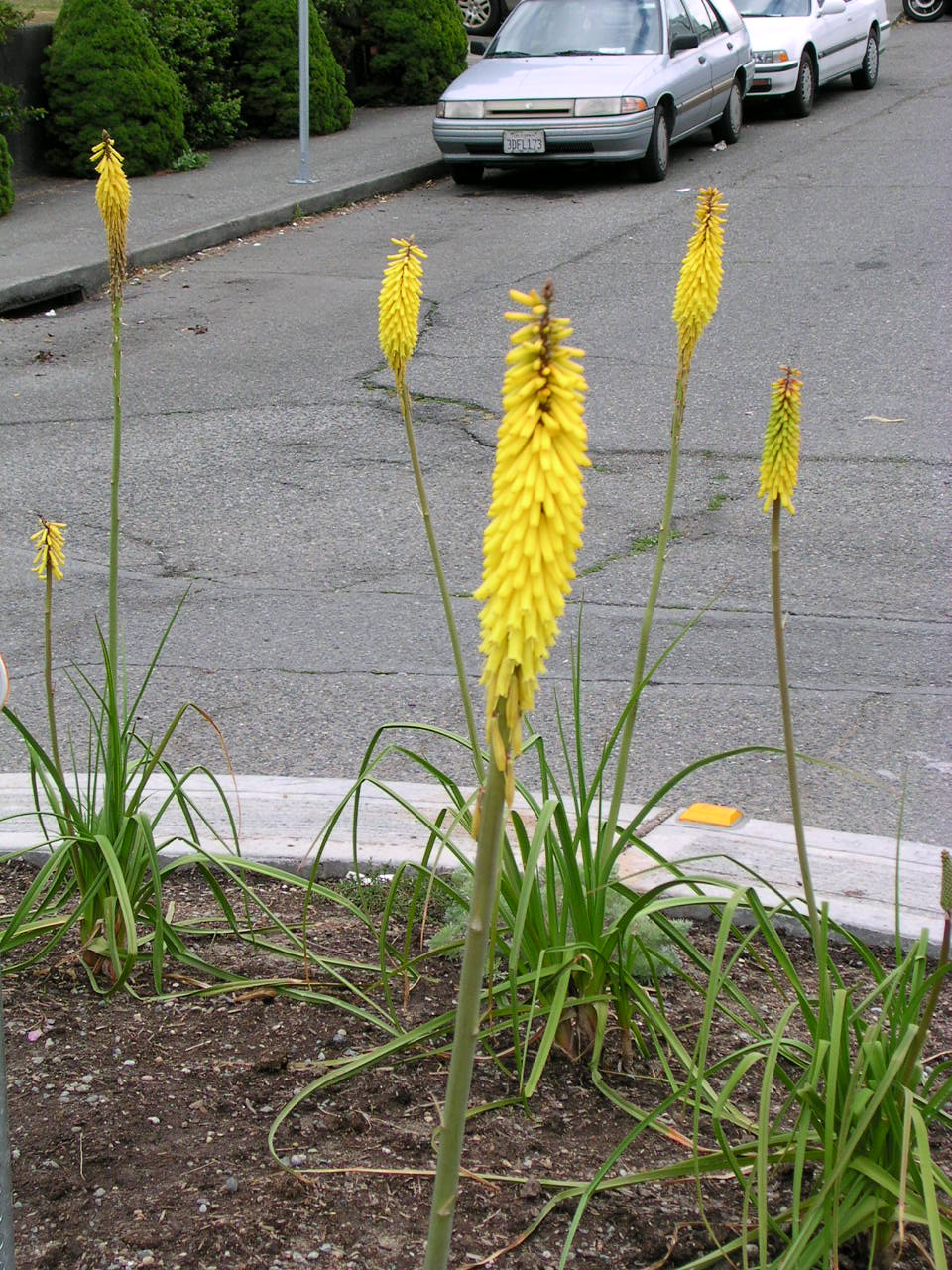
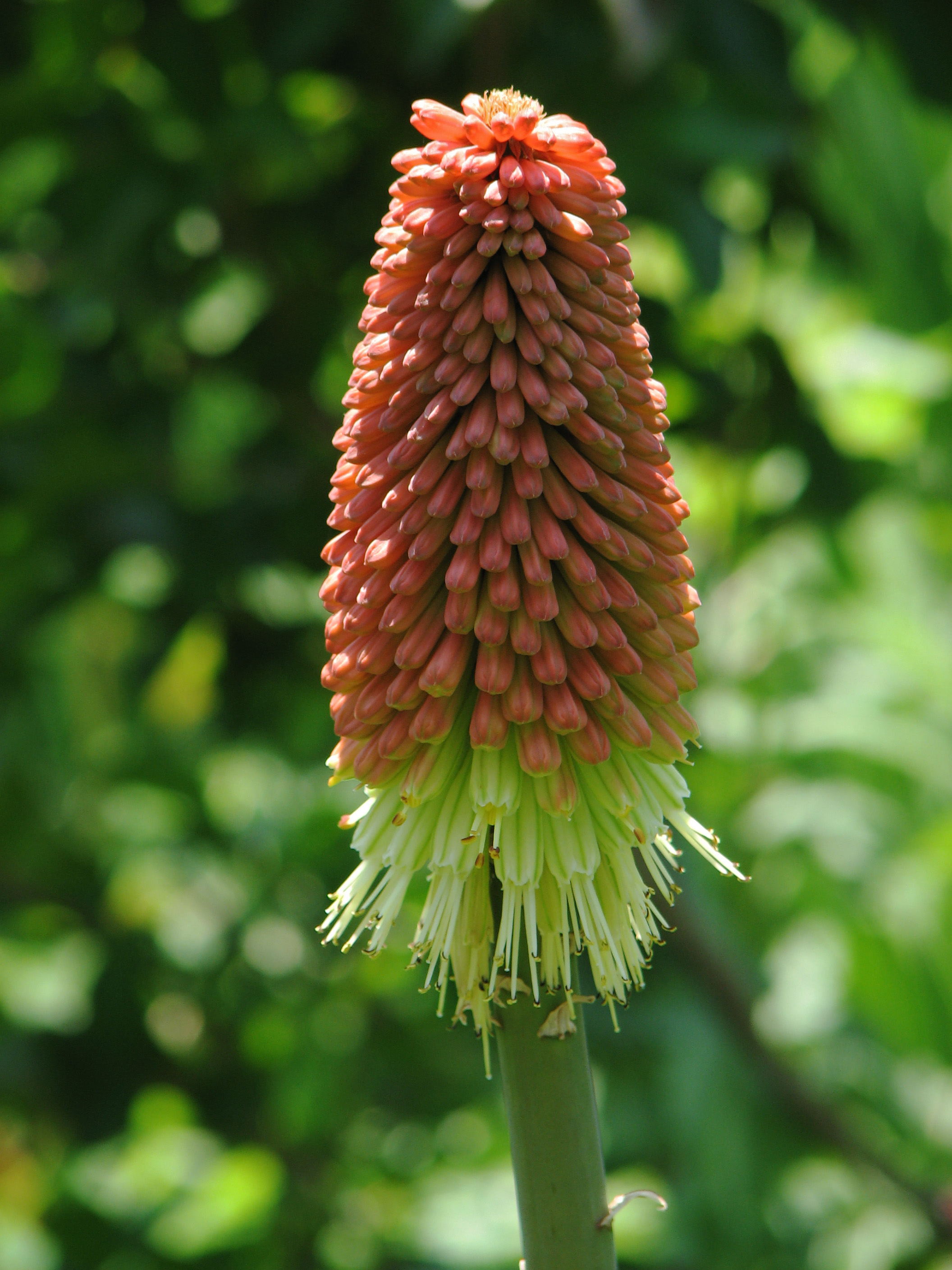
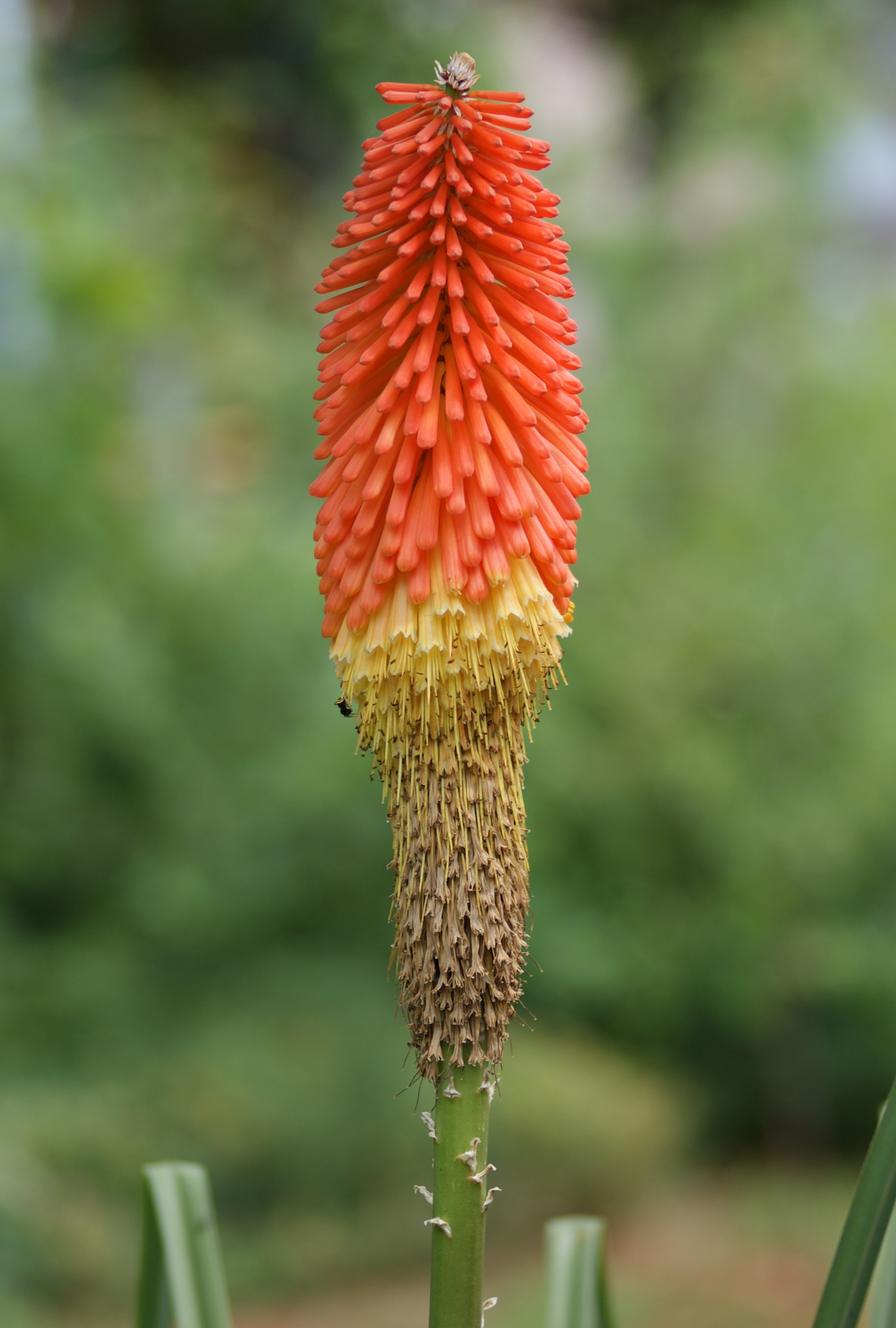
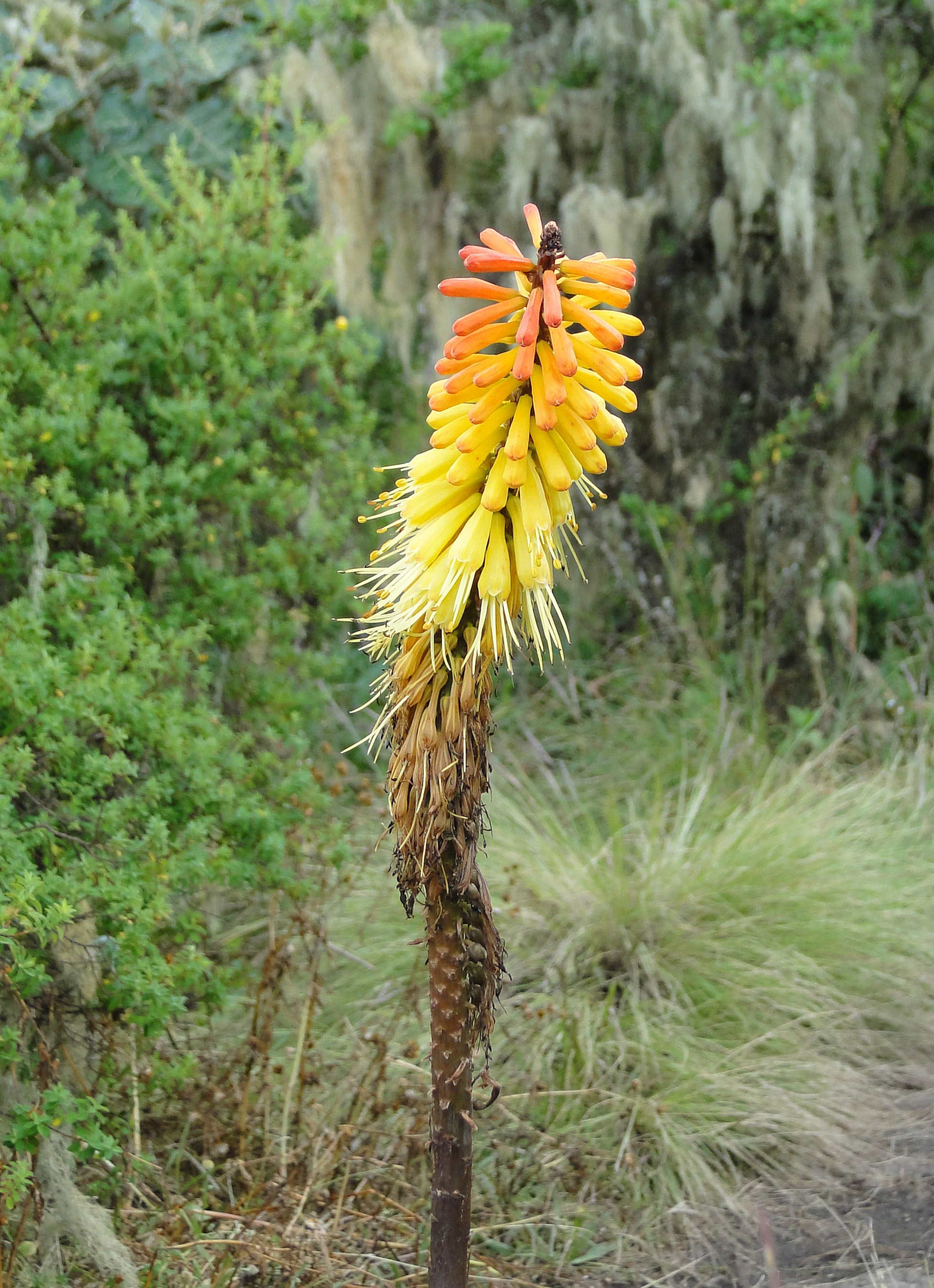